# Marvel Science Stories

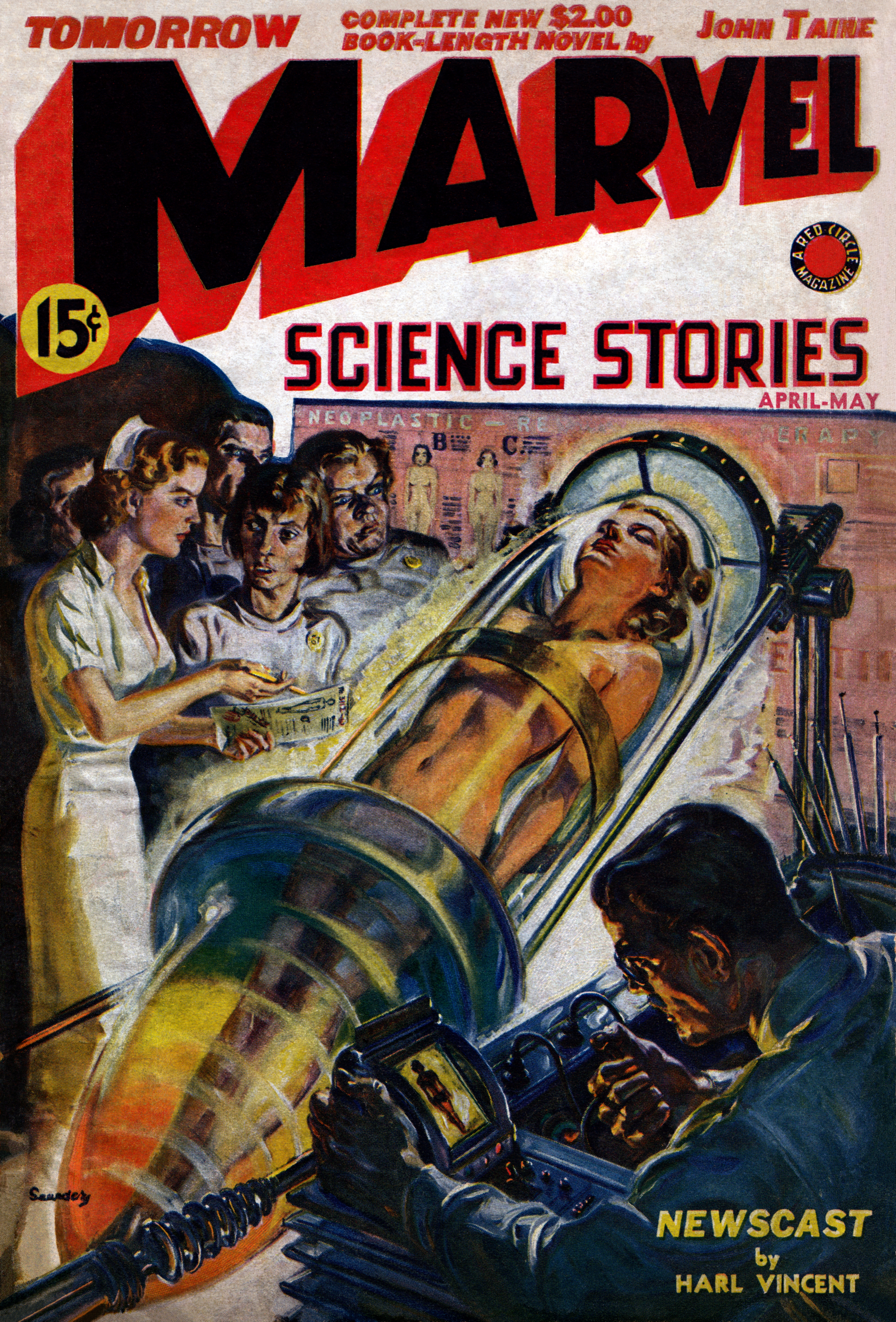
Copertina di Norman Saunders del numero di aprile-maggio 1939

Marvel Science Stories fu una rivista pulp di fantascienza statunitense che pubblicò complessivamente una quindicina di numeri distribuite in due periodi distinti, dal 1938 al 1952, sempre a cura di Robert O. Erisman, prima pubblicata dalla Postal Publications e quindi dalla Western Publishing, case editrici entrambe di proprietà dei fratelli Abraham e Martin Goodman. Il primo numero fu pubblicato nell'agosto 1938 e conteneva storie con elementi sessuali più accentuati di quanto non fosse solito per il genere, incluse diverse storie di Henry Kuttner, che usò sia il suo vero nome sia diversi pseudonimi. La rivista fu cancellata dopo il numero di aprile 1941, ma in seguito al boom delle riviste di fantascienza nel 1950 fu pubblicata nuovamente a partire dal numero di novembre 1950. Furono pubblicati altri sei numeri fin al numero di maggio 1952.
Oltre Kuttner, tra i contributori alla prima serie vi furono Arthur J. Burks e Jack Williamson. Nel secondo periodo furono pubblicate tra le altre storie di Arthur C. Clarke, Isaac Asimov, Jack Vance e L. Sprague de Camp. Nonostante la qualità della seconda serie fosse migliorata, non riuscì comunque a competere con le riviste di maggior qualità che erano comparse dall'epoca della sua prima serie.

## Storia editoriale

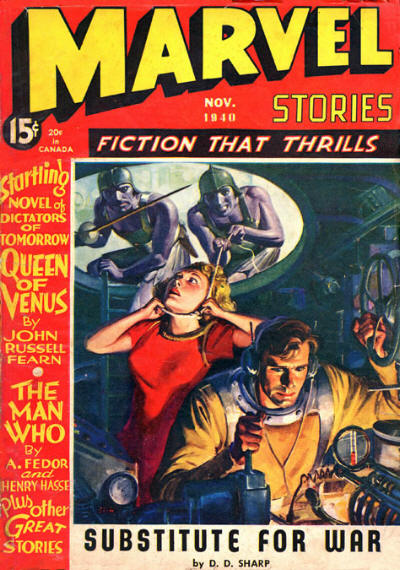
Copertina del numero di novembre 1940, realizzata da J. W. Scott

Sebbene la fantascienza come genere fosse stata pubblicata da prima dagli anni venti del XX secolo, fu solo con la comparsa nel 1926 di Amazing Stories, una rivista pulp pubblicata da Hugo Gernsback che riuscì a trovare una propria nicchia. Fino al 1931, quando fu lanciata Miracle Science and Fantasy Stories non comparvero nuove riviste di fantascienza. Nel 1936 Abraham e Martin Goodman, due fratelli che possedevano una casa editrice proprietaria di diversi marchi, lanciarono Ka-Zar, the Great, un'imitazione della rivista Tarzan con alcuni contenuti moderatamente fantascientifici. Durò solo per tre numeri fino al numero di gennaio 1937. Oltre a Ka-Zar i fratelli iniziarono a pubblicare altre riviste pulp di "weird-menace", un genere pulp noto per incorporare elementi di "sesso e sadismo" in trame in cui le donne erano messe in pericolo, solitamente a causa di una minaccia all'apparenza sovrannaturale ma che alla fine si dimostrava umana. Queste riviste furono Detective Short Stories, lanciato nell'agosto 1937 e Mystery Tales, nel marzo 1938. A queste seguì Marvel Science Stories, curata da Robert O. Erisman, che nonostante non dovesse essere una rivista di weird-menace, ma piuttosto di fantascienza, risentì comunque dell'influsso delle altre riviste dei Goodman: a volte agli autori fu richiesto di aggiungere più sesso nelle storie di quanto non fosse usuale nelle riviste di fantascienza dell'epoca.
| | Gen | Feb | Mar | Apr | Mag | Giu | Lug | Ago | Set | Ott | Nov | Dic |
| --- | --- | --- | --- | --- | --- | --- | --- | --- | --- | --- | --- | --- |
| 1938 |     |     |     |     |     |     |     | 1/1 |     |     | 1/2 |     |
| 1939 |     | 1/3 |     | 1/4 | 1/4 |     |     | 1/5 |     |     |     | 1/6 |
| 1940 |     |     |     |     | 2/1 |     |     |     |     |     | 2/2 |     |
| 1941 |     |     |     | 2/3 |     |     |     |     |     |     |     |     |
| |     |     |     |     |     |     |     |     |     |     |     |     |
| 1950 |     |     |     |     |     |     |     |     |     |     | 3/1 |     |
| 1951 |     | 3/2 |     |     | 3/3 |     |     | 3/4 |     |     | 3/5 |     |
| 1952 |     |     |     |     | 3/6 |     |     |     |     |     |     |     |
| Pubblicazioni di Marvel Science Stories con indicato volume e numero. Il curatore fu sempre Robert O. Erisman. |     |     |     |     |     |     |     |     |     |     |     |     |

Pagina interna del numero di aprile-maggio 1939, con un racconto di Harl Vincent illustrato da Alex Schomburg.

Il racconto principale del primo numero era Survival, un racconto di Arthur J. Burks che fu ben accolto dei lettori ed era privo di elementi sessuali. I primi due numeri contenevano poche storie che potessero scandalizzare i lettori, ma anche due racconti di Henry Kuttner, che già collaborava regolarmente con le altre riviste dei Goodman e al quale era stato chiesto di rendere più pepate i suoi racconti per Marvel Science Stories. La reazione dei lettori a due sue storie, il racconto Avengers of Space pubblicato nel primo numero e il romanzo breve La trappola del tempo (The Time Trap) nel secondo, fu fortemente negativa: ad esempio William Hamling, che in seguito sarebbe divenuto a sua volta editore e curatore di riviste di fantascienza, commentò in una lettera alla rivista: "stavo per scrivervi una lettera di complete congratulazioni quando i miei occhi sono caduti su La trappola del tempo di Kuttner. Tutto quello che posso dire è: VI PREGO nel futuro liberate la vostra rivista da questa spazzatura". Usando pseudonimi, Kuttner pubblicò altre due storie che suscitarono analoghe reazioni in lettori come Hamling.
La prima serie della rivista, composta da sei numeri nel primo volume e tre numeri nel secondo volume, fu pubblicata in formato pulp e venduta al prezzo di 15 centesimi. I primi quattro numeri erano composti da 128 pagine e gli ultimi cinque da 112 pagine. La testata fu modificata in Marvel Tales dopo cinque numeri e quindi in Marvel Stories per gli ultimi due della prima serie. L'editrice accreditata era la Postal Publications di Chicago per i primi quattro numeri e la Western Publishing di New York e Chicago, entrambe case editrici di proprietà di Martin e Abraham Goodman. Era prevista una periodicità bimensile ma non fu mai raggiunta. Il curatore editoriale era O. Erisman.
La rivista cessò le pubblicazioni con il numero di aprile 1941, ma nel 1950 i Goodman videro nel successo delle riviste di fantascienza l'opportunità di riportarla in vita. Erisman lavorava ancora per la Goodman e fu accreditato come il curatore della rivista, ma la maggior parte del lavoro editoriale fu svolto da Daniel Keyes, che venne accreditato come "curatore associato" nei numeri pubblicati nel 1951. Il primo numero della nuova incarnazione di Marvel Science Stories era datato novembre 1950. Dopo due numeri il formato cambiò in digest, per ritornare a quello originario con il numero di maggio 1952. I numeri della nuova serie contenevano storie di scrittori noti, tra cui Arthur C. Clarke, Isaac Asimov, Richard Matheson, William Tenn, Jack Vance e Lester del Rey, ma le storie erano solo di media qualità. Erisman e Keyes riuscirono a migliorare rispetto al materiale pubblicato prima della guerra, ma il pubblico era diventato più sofisticato e gli scrittori pubblicavano i loro migliori racconti su altre riviste. Il prezzo della seconda serie era di 25 centesimi e le pagine 128 per i primi sei numeri. Il nome ritornò a essere Marvel Science Stories per i primi tre numeri della serie e cambiò in Marvel Science Fiction per gli ultimi tre numeri. L'editore era un'altra azienda dei Goodman, la Stadium Publishing di New York.
La Thorpe & Porter pubblicò una ristampa britannica del numero di febbraio 1951 nel maggio 1951. Il bibliografo della fantascienza Brad Day elenca altre cinque ristampe della seconda serie di Marvel Science Stories, ma nessuna copia è registrata da bibliografi più recenti. Nel 1977 Goodman lanciò una rivista in formato digest intitolata Skyworlds, che è stata descritta da Mike Ashley come "senza alcuna ombra di dubbio la peggiore" delle riviste di fantascienza degli anni settanta; la maggior parte dei racconti che conteneva erano ristampe dei racconti della seconda serie di Marvel Science Stories.